# 高新街道 (绵阳市)
高新街道，是中华人民共和国四川省绵阳市涪城区曾经下辖的一个街道。

## 行政区划
高新街道下辖以下地区：
普明寺社区、三河堰社区、黄家祠社区、凝禅寺社区、石桥社区、古泉社区、火炬东街社区、普明北路东段社区居民委员、三五三六工厂社区、虹苑路社区、双碑社区、菩提寺社区、普明北路西段社区、松林山村、梨园村和石桥铺村。